# ماريا تومسون دفيس
ماريا تومسون دفيس (بالإنجليزية: Maria Thompson Daviess)‏ (25 نوفمبر 1872 - 3 سبتمبر 1924)؛ رسامة وروائية أمريكية. درست في كلية ويليسلي.

## روابط خارجية
- ماريا تومسون دفيس على موقع IMDb (الإنجليزية)
- ماريا تومسون دفيس على موقع قاعدة بيانات برودواي على الإنترنت (الإنجليزية)
- ماريا تومسون دفيس على موقع قاعدة بيانات الفيلم (الإنجليزية)